# Дорофєєва Ірина Аркадіївна
Ірина Аркадіївна Дорофєєва (біл. Ірына Аркадзеўна Дарафеева; нар. 6 липня 1977, Могильов, Білоруська РСР, СРСР) — білоруська співачка, заслужений артист Республіки Білорусь, доцент кафедри мистецтва естради Білоруського державного університету культури і мистеутва (БДУКМ; біл. — БГУКИ, депутат Палати представників Національного зборів Республіки Білорусь VI скликання.

## Творча діяльність
У 12 років Ірина Дорофєєва стала солісткою могильовського вокально-інструментального ансамблю «Веселка» під керуванням Неллі Бордунової. У 1994 році Дорофєєва перемогла на першому республіканському конкурсі молодих виконавців «Молодечно-94», після якого була запрошена Василем Раїнчиком до ансамблю «Вєраси». З 1997 по травень 1999 року працювала солісткою Державного концертного оркестру Білорусі під керівництвом Михайла Фінберга. Брала участь у проекті «Майстерня білоруської пісні» Леоніда Прончака.
У 1998 році разом з джазовим тріо Аркадія Ескіна виступила на V Міжнародному фестивалі джазової музики «Мінськ-98» і в джазовій панорамі на «Слов'янському базарі у Вітебську-98». З 1996 року по даний час працює з продюсером Юрієм Савошем. У 1998—1999 роки стала лауреатом музичних конкурсів — «Золотий шлягер-98», «Вільнюс-99», «Discovery-99» у Болгарії, «Вітебськ-99» на фестивалі «Слов'янський базар у Вітебську», «Української естрадної пісні імені В. Івасюка» у Києві.
У 2007 році була запущена піар-компанія «Ірина Дорофєєва — лице Білорусі». У червні 2008 року Дорофєєва з піснею «Я мало знаю про кохання» стала володаркою Гран-прі на першому фестивалі Російської пісні у Зелена-Гура, Польща.
У лютому 2007 року в Бобруйську в Могилівському обласному театрі драми та комедії ім. В. В. Дуніна-Марцинкевича зіграла одну з головних ролей у виставі «Обережно — жінки Парижа!».
24 червня 2007 рік біля стін Мірського замку пройшло шоу «Купальє Ірини Дорофєєвої: фестиваль стихій», в якому взяло участь більше 300 артистів різного жанру, допомагали співачці відтворити картину давньослов'янського свята. На концерті був присутній Олександр Лукашенко та понад 120 тис. глядачів.
У лютому 2011 року зіграла головну роль княжни Тараканової в мюзиклі Кіма Брейтбурга «Блакитна камея». У травні 2014 року з ініціативи Дорофєєвої, Кім Брейтбург з колективом російських постановників поставив мюзикл «Дубровський», в якому зайнято більше 100 артистів усіх жанрів. Дорофєєва виступила художнім керівником цього проекту. Мюзикл був показаний на Міжнародному фестивалі мистецтв «Слов'янський базар Вітебську» і отримав високу оцінку критиків.
У червні 2012 року призначена завідувачкою кафедри мистецтва естради Білоруського державного університету культури і мистецтв.

## Політична та громадська діяльність
З 2013 року Дорофєєва є членом громадської ради МВС Республіки Білорусь.
10 серпня співачку зареєстрували кандидатом у депутати Палати представників Національного зборів Республіки Білорусь. З 12 вересня є депутатом Палати представників VI скликання.

## Досягнення
- У 2007 році присвоєно почесне звання «Заслужений артист Республіки Білорусь»[1].
- У 2008 році Дорофєєва разом з Максимом Мирним отримали золоту медаль в номінації «Бренд — персона року»[18].
- У грудні 2013 року за тур «Як жа край наш не любіць» Дорофєєва спільно з групою «Форс-Мажор» стали переможцями ІІІ Національної музичної премії в галузі естрадного мистецтва в номінації «Кращий гастрольний тур», розділивши цю нагороду з Гюнешь з її гастрольним туром «Що в цьому серце»[19].

## Дискографія
"«Рэдкі госць» (1998 год), «Рано или поздно» (2000 року), «Каханачка» (запис, 2003 року), «Пульс маіх хвілін» (2003 року, "Как в первый раз (запис, 2003—2006 рік).
У липні 2007 року на Слов'янському Базарі пройшла презентація альбому «Хочу быть мечтой».
У вересні 2008 року в клубі R-Club Дорофєєва представила альбом «Девушка на берегу».
23 березня 2009 року вийшов альбом «Я живу в заповедном краю», до якого увійшов 21 трек.
У 2011 році вийшов МР3-диск «Палёт над Айкуменай», куди увійшли 190 композицій Ірини Дорофєєвої, виконувані нею з 1994 по 2011 рік.
У 2014 році вийшов новий альбом пісень про Білорусі «Як жа край мой не любіць»

## Телебачення
Дорофєєва працювала телеведучою програми «Великий сніданок» і тележурналу «Союз».
З 1 жовтня 2008 року пісня «Калыханка» в однойменній передачі замінена у виконанні Ірини Дорофєєвої, однак 29 грудня 2009 року після вимог з боку телеглядачів від цієї ідеї відмовилися.

## Критика
На думку музичного критика Сергія Сосєдова «Ірина Дорофєєва та Інна Афанасьєва, яких іноді уявляють як нове покоління білоруських зірок, не тягнуть на цю роль. Вони ніде не будуть мати успіху, точно вам кажу». Сергій Будкін, музичний критик, засновник Tuzin.fm, у своїй статті біл. 25 жанчын, без якіх не было б беларускай музыкі (+ аўдыё) для Будзьма беларусамі! спростовує таку думку.